# Thể thao dưới nước tại Đại hội Thể thao Đông Nam Á 1999
Thể thao dưới nước tại Đại hội Thể thao Đông Nam Á năm 1999 được tổ chức từ ngày 8 đến 13 tháng 8 năm 1999 tại Hassanal Bolkiah Aquatics Centre, Bandar Seri Begawan, Brunei. Ba môn thi đấu chính bao gồm: bơi lội, nhảy cầu và bóng nước, quy tụ nhiều vận động viên hàng đầu khu vực Đông Nam Á và là một trong những môn thể thao trọng điểm tại SEA Games lần thứ 20.
Môn bơi lội diễn ra với nhiều nội dung đa dạng cho cả nam và nữ, bao gồm các cự ly từ 50 m đến 1500 m ở các kiểu bơi: tự do, ngửa, ếch, bướm, hỗn hợp cá nhân và các nội dung tiếp sức. Indonesia, Thái Lan và Singapore là ba quốc gia nổi bật nhất tại bộ môn này. 
Môn nhảy cầu diễn ra ở các nội dung nhảy cầu mềm 3 m và nhảy cầu cứng 10 m cho cả nam và nữ. Môn bóng nước chỉ tổ chức nội dung đồng đội nam thi đấu theo thể thức vòng tròn một lượt, và đội tuyển Singapore tiếp tục thể hiện sự thống trị khi giành huy chương vàng, trong khi Philippines và Indonesia giành huy chương bạc và đồng.
Đoàn thể thao Thái Lan và Malaysia lần lượt dần đầu bảng huy chương với số huy chương vàng là 13 và 10.

## Tóm tắt kết quả

### Bơi lội
Nội dung của nam
| Nội dung                   | Vàng                      | Vàng     | Bạc                       | Bạc      | Đồng                     | Đồng     |
| -------------------------- | ------------------------- | -------- | ------------------------- | -------- | ------------------------ | -------- |
| 50 m tự do                 | Richard Sam Bera          | 23.49    | Wisnu Wardhana            | 23.71    | Leslie Kwok              | 23.79    |
| 100 m tự do                | Richard Sam Bera          | 51.03    | Allen Ong Hou Ming        | 51.73    | Mark Chay                | 51.95    |
| 200 m tự do                | Vicha Ratanachote         | 1:53.43  | Mark Chay                 | 1:53.98  | Sng Ju Wei               | 1:54.25  |
| 400 m tự do                | Dieung Manggang           | 4:00.34  | Sng Ju Wei                | 4:04.55  | Torwai Sethsothorn       | 4:05.17  |
| 1500 m tự do               | Dieung Manggang           | 15:57.47 | Carlo Piccio              | 15:57.85 | Steven Chandra           | 16:02.63 |
|                            |                           |          |                           |          |                          |          |
| 100 m bơi ngửa             | Alex Lim                  | 56.20    | Gary Tan                  | 58.00    | Felix Christiadi Sutanto | 59.27    |
| 200 m bơi ngửa             | Alex Lim                  | 2:02.09  | Gary Tan                  | 2:05.79  | Felix Christiadi Sutanto | 2:08.07  |
|                            |                           |          |                           |          |                          |          |
| 100 m bơi ếch              | Elvin Chia Tshun Thau     | 1:02.96  | Daniel Liew               | 1:04.95  | Non Poonchaisri          | 1:05.95  |
| 200 m bơi ếch              | Elvin Chia Tshun Thau     | 2:15.62  | Ratapong Sirisanont       | 2:17.64  | Muhammad Akbar Nasution  | 2:20.59  |
|                            |                           |          |                           |          |                          |          |
| 100 m bơi bướm             | Albert Christiadi Sutanto | 56.25    | Anthony Ang               | 56.47    | Wisnu Wardhana           | 56.72    |
| 200 m bơi bướm             | Albert Christiadi Sutanto | 2:02.06  | Alex Lim                  | 2:02.35  | Ratapong Sirisanont      | 2:02.71  |
|                            |                           |          |                           |          |                          |          |
| 200 m hỗn hợp cá nhân      | Ratapong Sirisanont       | 2:04.26  | Pathunyu Yimsomruay       | 2:04.99  | Felix Christiadi Sutanto | 2:09.36  |
| 400 m hỗn hợp cá nhân      | Ratapong Sirisanont       | 4:25.16  | Albert Christiadi Sutanto | 4:25.19  | Torwai Sethsothorn       | 4:31.21  |
|                            |                           |          |                           |          |                          |          |
| 4 × 100 m tiếp sức tự do   | Indonesia                 | 3:27.69  | Singapore                 | 3:28.12  | Malaysia                 | 3:29.62  |
| 4 × 200 m tiếp sức tự do   | Thái Lan                  | 7:38.89  | Singapore                 |          | Indonesia                |          |
| 4 × 100 m tiếp sức hỗn hợp | Malaysia                  | 3:45.61  | Thái Lan                  | 3:50.45  | Singapore                | 3:55.56  |

Nội dung của nữ
| Nội dung                   | Vàng                     | Vàng    | Bạc                      | Bạc     | Đồng                     | Đồng    |
| -------------------------- | ------------------------ | ------- | ------------------------ | ------- | ------------------------ | ------- |
| 50 m tự do                 | Joscelin Yeo Wei Ling    | 26.23   | Pilin Tachakittiranan    | 27.01   | Moe Thu Aung             | 27.41   |
| 100 m tự do                | Joscelin Yeo Wei Ling    | 56.05   | Pilin Tachakittiranan    | 58.02   | Christel Bouvron Mei Yen | 58.85   |
| 200 m tự do                | Pilin Tachakittiranan    | 2:04.60 | Christel Bouvron Mei Yen | 2:06.35 | Teo Mun Yee              | 2:09.78 |
| 400 m tự do                | Pilin Tachakittiranan    | 4:19.43 | Christel Bouvron Mei Yen | 4:21.87 | Joscelin Yeo Wei Ling    | 4:28.59 |
| 800 m tự do                | Pilin Tachakittiranan    | 8:59.45 | Sia Wai Yen              | 9:02.51 | Christel Bouvron Mei Yen | 9:09.99 |
|                            |                          |         |                          |         |                          |         |
| 100 m bơi ngửa             | Chonlathorn Vorathamrong | 1:05.46 | Elsa Manora Nasution     | 1:05.69 | Lizza Danila             | 1:06.19 |
| 200 m bơi ngửa             | Chonlathorn Vorathamrong | 2:20.05 | Lizza Danila             | 2:21.57 | Elsa Manora Nasution     | 2:23.40 |
|                            |                          |         |                          |         |                          |         |
| 100 m bơi ếch              | Joscelin Yeo Wei Ling    | 1:11.36 | Kathy Echeverri          | 1:13.83 | Siow Yi Ting             | 1:14.88 |
| 200 m bơi ếch              | Nicolette Teo            | 2:36.27 | Tachaphorn Iamsanitamorn | 2:42.90 | Siow Yi Ting             | 2:43.56 |
|                            |                          |         |                          |         |                          |         |
| 100 m bơi bướm             | Joscelin Yeo Wei Ling    | 1:00.44 | Praphalsai Minpraphal    | 1:01.16 | Moe Thu Aung             | 1:03.65 |
| 200 m bơi bướm             | Praphalsai Minpraphal    | 2:14.54 | Pilin Tachakittiranan    | 2:17.01 | Christel Bouvron Mei Yen | 2:19.71 |
|                            |                          |         |                          |         |                          |         |
| 200 m hỗn hợp cá nhân      | Joscelin Yeo Wei Ling    | 2:17.17 | Sia Wai Yen              | 2:20.64 | Ravee Inporn Udom        | 2:23.99 |
| 400 m hỗn hợp cá nhân      | Joscelin Yeo Wei Ling    | 4:51.87 | Sia Wai Yen              | 4:52.52 | Duangruthai Thammapanya  | 5:04.70 |
|                            |                          |         |                          |         |                          |         |
| 4 × 100 m tiếp sức tự do   | Thái Lan                 | 3:53.33 | Singapore                | 3:56.99 | Indonesia                | 4:00.04 |
| 4 × 200 m tiếp sức tự do   | Thái Lan                 | 8:25.51 | Singapore                | 8:32.06 | Indonesia                | 8:47.41 |
| 4 × 100 m tiếp sức hỗn hợp | Thái Lan                 | 4:20.76 | Malaysia                 | 4:27.07 | Singapore                | 4:29.37 |

### Nhảy cầu
| Nội dung          | Vàng                 | Vàng   | Bạc                 | Bạc    | Đồng               | Đồng   |
| ----------------- | -------------------- | ------ | ------------------- | ------ | ------------------ | ------ |
| Cầu mềm 3 m nam   | Yeoh Ken Nee         | 582.05 | Suchart Pichi       | 535.20 | Atthain Anupan     | 526.05 |
| Cầu cứng 10 m nam | Yeoh Ken Nee         | 577.15 | Husaini Noor        | 519.55 | Muhammad Nasrullah | 497.35 |
|                   |                      |        |                     |        |                    |        |
| Cầu mềm 3 m nữ    | Farah Begum Abdullah | 456.50 | Leong Mun Yee       | 444.95 | Eka Purnama Indah  |        |
| Cầu cứng 10 m nữ  | Shenny Ratna Amelia  | 430.90 | Tammaoros Sukruthai | 420.90 | Leong Mun Yee      | 410.70 |

### Bóng nước
| Nội dung | Vàng      | Bạc         | Đồng      |
| -------- | --------- | ----------- | --------- |
| Nam      | Singapore | Philippines | Indonesia |

## Bảng huy chương
| Hạng               | Đoàn               | Vàng | Bạc | Đồng | Tổng số |
| ------------------ | ------------------ | ---- | --- | ---- | ------- |
| 1                  | Thái Lan (THA)     | 13   | 10  | 7    | 30      |
| 2                  | Malaysia (MAS)     | 10   | 8   | 5    | 23      |
| 3                  | Singapore (SIN)    | 8    | 11  | 9    | 28      |
| 4                  | Indonesia (INA)    | 6    | 4   | 13   | 23      |
| 5                  | Philippines (PHI)  | 0    | 4   | 1    | 5       |
| 6                  | Myanmar (MYA)      | 0    | 0   | 2    | 2       |
| Tổng số (6 đơn vị) | Tổng số (6 đơn vị) | 37   | 37  | 37   | 111     |